# Paul Lehmgrübner
Paul Lehmgrübner (* 17. April 1855 in Werder (Havel); † 16. April 1916 in Kassel) war ein deutscher Architekt, preußischer Baubeamter und Denkmalpfleger.

## Leben und Wirken
Paul Lehmgrübner besuchte ein Potsdamer Gymnasium und absolvierte ein Architekturstudium an der Technischen Hochschule Charlottenburg, das er 1884 erfolgreich mit dem 1. Staatsexamen abschloss. Er begann ein Referendariat als Regierungsbauführer. Zunächst war er in Magdeburg tätig, dann als Bauleiter bei der Wiederherstellung der Stiftskirche des Klosters Marienborn (1885) und des Neubaus des Kirchenschiffs der Kirche in Barneberg (1884–1885). 1889 bestand Lehmgrübner mit „vorzüglichen Examen[s]leistungen“ das 2. Staatsexamen und wurde zum Regierungsbaumeister (Assessor in der öffentlichen Bauverwaltung) ernannt. In den folgenden sieben Jahren war er für den Umbau der Willibrordi-Kirche in Wesel verantwortlich. Danach plante er den Westtürme-Neubau der Marienkirche in Mühlhausen (Thüringen). Von 1898 bis 1905 war er Kreisbauinspektor in Prenzlau, danach übernahm er bis 1913 den Neubau des Regierungspräsidiums und des Schiffahrtgebäudes in Stettin. Ab 1913 leitete er das preußische Hochbauamt II Cassel.
Neben seiner dienstlichen Tätigkeit als Baubeamter widmete sich Lehmgrübner dem Studium und der Erhaltung alter Bauwerke, besonders aus dem Mittelalter. Er fertigte umfangreiche Bauaufnahmen von Baudenkmälern an und pflegte „nie (…) ohne Skizzenbuch auszugehen“. Zu den von ihm in seiner Zeit in Wesel besonders umfangreich dokumentierten Bauten zählen das Rathaus von Wesel und das Rathaus von Bocholt sowie die Stiftskirche in Xanten. Für diese Studien erhielt er 1897 den Boissonnet-Preis der Technischen Hochschule Charlottenburg mit einem Reisestipendium für ein Vierteljahr. In dieser Zeit nahm er mittelalterliche Fachwerkhäuser auf, insbesondere das Rathaus von Michelstadt, das Rathaus von Duderstadt, das Rathaus von Wernigerode, das Rathaus von Alsfeld und das Rathaus von Schwalenberg. Die Ergebnisse publizierte er 1905 in dem Buch Mittelalterliche Rathausbauten in Deutschland, das im Nachruf als „Prachtwerk“ bezeichnet wurde. Einen geplanten zweiten Band über Haustein-Rathäuser vollendete er nicht mehr, führte aber Vorarbeiten zur Erfassung der Rathäuser von Einbeck, Goslar, Göttingen und Hannoversch Münden aus. Über seine Baubefunde veröffentlichte er in verschiedenen Bau- und Denkmalpflege-Fachzeitschriften.
Gelegentlich ging aus Lehmgrübners Beschäftigung mit der Baugeschichte eines Baudenkmals auch ein Drang zur schöpferischen Denkmalpflege als entwerfender Architekt hervor, wie seine Beteiligung am Wettbewerb von 1897/98 für den Aus- und Weiterbau des Alten Rathauses Göttingen belegt.
1916 verstarb Lehmgrübner einen Tag vor seinem 61. Geburtstag in Kassel nach schwerer Krankheit. Die überaus vielen Interessen und Projekte Lehmgrübners veranlassten seinen Kasseler Kollegen Alois Holtmeyer 1916 zu folgender Nachruf-Bemerkung: „Lehmgrübner hat zwei Leben gehabt, das des pflichttreuen Beamten und das des freien Künstlers und Gelehrten. Er hat seinen Kräften zuviel zugemutet. Wie der Arzt feststellte, ist der Mann mit dem großen starken Körper an Überarbeitung zusammengebrochen.“

## Bauten (Auswahl)

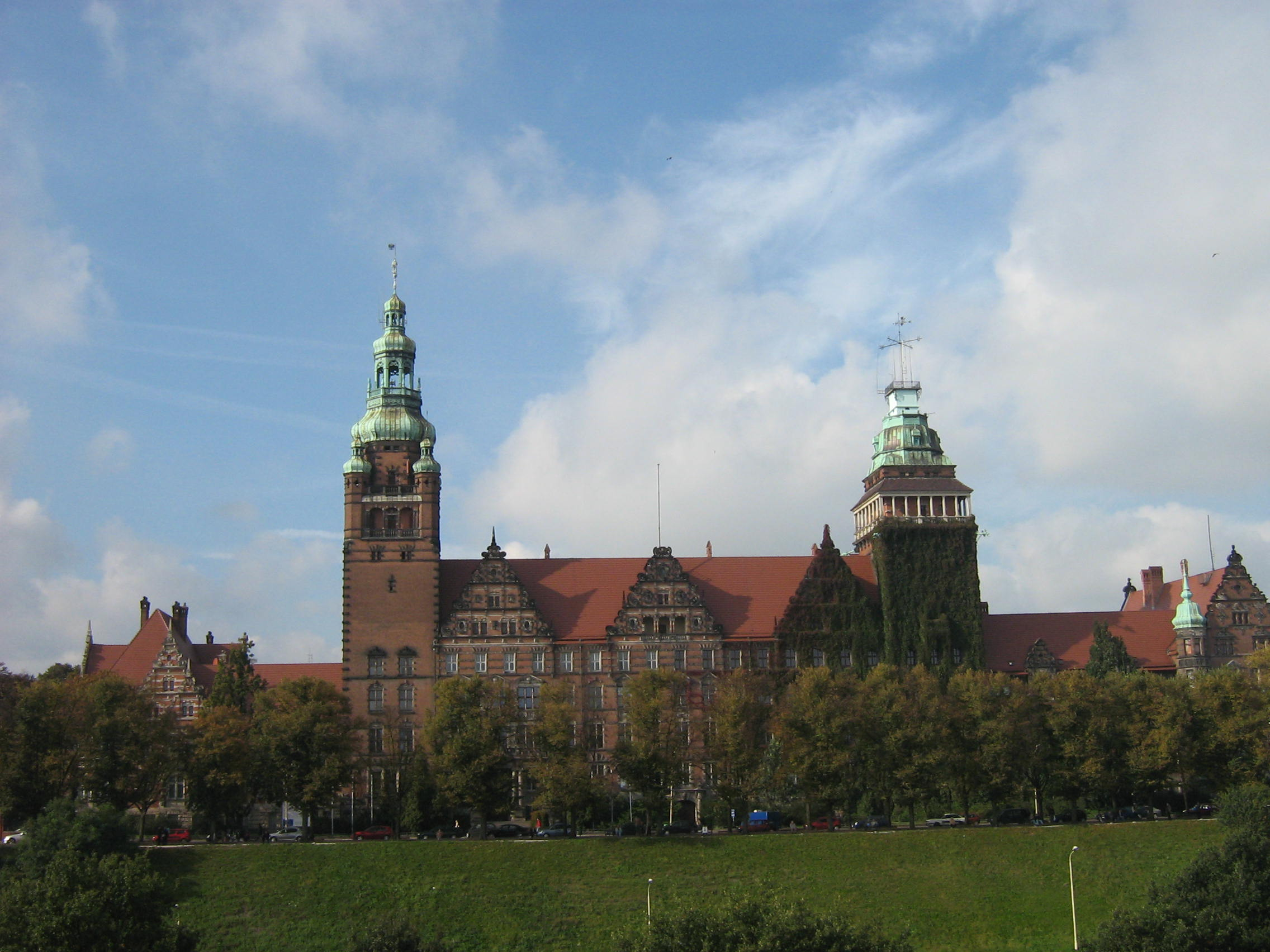
Ehemaliges Regierungspräsidium Stettin (2007)

- 1889–1896: Umbau und Renovierung der Willibrordi-Kirche in Wesel
- 1896–1898: Vorarbeiten zum Wiederaufbau der Westtürme der Marienkirche in Mühlhausen
- 1901 (Einweihung): Siechenhaus in Brüssow[4]
- 1906–1911: Bauleitung für das Regierungspräsidium mit Präsidentenvilla und Schiffahrtgebäude in Stettin, Hakenterrasse (heute Sitz des Woiwodschaftsamts; unter Denkmalschutz)[5]

## Schriften

### Monografien
- Geschichte und Gestalt des Willibrordikirche in Wesel. Privatdruck, Wesel 1897.
- Mittelalterliche Rathausbauten in Deutschland. Mit einem Überblick über die Entwicklung des deutschen Städtewesens. Erster Teil: Fachwerksrathäuser. Verlag von Wilhelm Ernst & Sohn, Berlin 1905 (Hrsg.: Louis-Boissonnet-Stiftung); ub.tu-berlin.de

### Aufsätze (Auswahl)
- Mittelalterliche Glasmalereien aus der Victorskirche in Xanten. In: Zeitschrift für Bauwesen. Nr. 1, 1896, Sp. 43–46 (zlb.de – Atlas: Blatt 8 und 9).
- Die Front des Rathhauses in Wesel. In: Zeitschrift für Bauwesen. Nr. 1, 1897, Sp. 5–10 (zlb.de – Atlas: Blatt 2).
- Die Hauptfront des Rathauses in Bocholt. In: Zeitschrift für Bauwesen. Nr. 4, 1898, Sp. 173–178 (zlb.de – Atlas: Blatt 20).
- Mittelalterliche Reste aus Michelstadt im Odenwald. In: Die Denkmalpflege, 1900, 2. Jahrgang, S. 42–43; digizeitschriften.de
- Laufbrunnen in Michelstadt im Odenwald. In: Die Denkmalpflege, 1902, 4. Jahrgang, Nr. 1, S. 1–2; ISSN 1864-5062,  digizeitschriften.de
- Das Rathaus in Goslar. In: Zeitschrift für Bauwesen. Nr. 10, 1907, Sp. 461–468 (zlb.de – Atlas: Blatt 58).
- Das Rathaus in Wesel. In: Blätter für Architektur und Kunsthandwerk, 1907.

## Nachlass
Paul Lehmgrübners beruflicher Nachlass mit etwa 900 Zeichnungen, Lichtpausen, Mappenblättern, Skizzen und Artikeln wird im Architekturmuseum der Technischen Universität Berlin aufbewahrt.